# Ilosvay Mária
Ilosvay Mária (Budapest, 1913. május 8. – Hamburg, 1987. június 16.) operaénekes (alt), Erda szerepében (Wagner: A Nibelung gyűrűje) vált híressé.
Budapesten Laura Hilgermann, Felicie Kashovska és Budanovits Mária szárnyai alatt végezte középfokú zenei tanulmányait, majd Bécsben tanult tovább. 1937-ben első díjat nyert a Nemzetközi Énekversenyen Bécsben, majd Amerikában turnézott egy operatársulattal. 1940-ben csatlakozott a hamburgi társulathoz, de vendégművészként szerepelt Bécsben, Brüsszelben, Amszterdamban és Salzburgban is. 
A Bayreuthi Ünnepi Játékok 1951-es újranyitásán való debütálása után a rendezvény nélkülözhetetlen tagja lett 1958-ig. Élő felvételeken rögzítette Erda szerepét Bayreuth-ban Clement Krauss (1953) és Joseph Keilberth (1955) vezényletével.
Egyéb operakivonatai között két tízhüvelykes bakelitlemezen találhatók áriák A színlelt együgyű, A trubadúr, a Don Carlos, a Mignon és a Carmen operákból. Az 1955-ben van Kempen vezényletével felvett Verdi-Requiemben is énekelhetett.
A Columbia és a Philips számára is készített felvételeket.

## Fordítás
Ez a szócikk részben vagy egészben  a   Maria von Ilosvay című angol Wikipédia-szócikk ezen változatának fordításán alapul.  Az eredeti cikk szerkesztőit annak laptörténete sorolja fel. Ez a jelzés csupán a megfogalmazás eredetét és a szerzői jogokat jelzi, nem szolgál a cikkben szereplő információk forrásmegjelöléseként.